# The Science of Breath
The Science of Breath è un album del 2002 di Sandro Perri con il nome Polmo Polpo. Fondendo la musica Dark Ambient e Techno Ambient, il disco è stato accolto positivamente dalla critica. È stato seguito nel 2003 da Like Hearts Swelling.
La copertina dell'album è adornata con una foto subacquea di un polipo. I pezzi stessi, come suggerito dal titolo e dalla grafica, sono molto "acquosi". Fanno un uso pesante di ritmi soffocati ma guidando 4/4, feedback distorto ed echi di sintetizzatori o chitarre. La musica è stata descritta come "opaca" e "cupamente acquatica". C'è anche un motivo di respirazione ricorrente.
Simile a Boards of Canada, The Science of Breath alterna tracce più lunghe e più sviluppate a pezzi ambient più brevi. In questo caso i brani ambientali sono "High Breathing", "Mid Breathing", "Low Breathing" e "Complete Breath". Ognuno di questi pezzi è più profondo del precedente, dando all'ascoltatore l'impressione di un'immersione in acque profonde.

## Tracce
1. High Breathing – 2:12
2. Oarca – 9:52
3. Mid Breathing – 2:33
4. Acqua – 9:10
5. Low Breathing – 1:42
6. Rottura – 6:59
7. Complete Breath – 3:03
8. Riva – 11:28